# ویلانووا تروسکدو
ویلانووا تروسکدو (به ایتالیایی: Villanova Truschedu) یک کومونه در ایتالیا است که در استان اریستانو واقع شده‌است. ویلانووا تروسکدو ۱۶٫۵ کیلومتر مربع مساحت و ۳۳۵ نفر جمعیت دارد.